# La Louisiana
La Louisiana (ook: La Louisiane, de Smet, de Smet Frères et Soeurs, Loutex, UCO La Louisiana, La Louisiana nv, Louisiane SA, Louisiana-Texas, de Smet-de Naeyer) was een katoenfabriek actief tussen 1810 en 1978 te Gent, gelegen tussen het Griendeplein en de Guldenvliesstraat. De fabriek werd opgericht door Franciscus Livinus de Smet.

## Geschiedenis
F.L. de Smet bezat al vanaf 1771 een katoenfabriek aan de Hooiaard, in 1799 richtte hij ‘Manufacture van catoenen’ op, een katoendrukkerij nabij de Burgstraat. Dit bedrijf werd in 1802 overgebracht naar de Wondelgemse meersen, grond die de Smet had aankocht. In 1810 richtte hij daar een reeks fabriekspanden op, een complex dat herhaaldelijk werd uitgebreid, met in 1811 de oprichting van de katoenspinnerij.
Op de site bevonden zich onder meer een voorspinnerij, een spinnerij, een twijnderij en een weverij.
Het waren de zonen Jean (1784-1869) en Franciscus (1782-1843) de Smet die het bedrijf tot een moderne katoenspinnerij, -weverij en -drukkerij maakten. Na het overlijden van Franciscus Livinus de Smet kreeg het bedrijf de naam ‘de Smet Frères et Soeurs’.
Dankzij de vier zonen van Jean de Smet en Regina Eugènia de Naeyer, naar wie de straat Gebroeders de Smetstraat werd genoemd, won de fabriek aan belang. Zij zorgden voor huisvesting in de vorm van beluiken voor de werknemers.
In 1874 had het bedrijf een gebrek aan financiële middelen, waardoor er investeerders werden gezocht en de fabriek werd omgevormd tot La Louisiana nv.
In 1957 fuseerden de bedrijven La Louisiana en Texas, toen beiden in handen van Abraham Voortman, tot Loutex. In 1967 fuseerden Union Cotonnière, Loutex en Etablissement Textiles Fernand Hanus onder UCO (Union Cottonière). Nadien maakten nagenoeg alle katoenfabrieken in Gent deel uit van UCO.
In 1979 werd UCO La Louisiana verkocht aan het bisdom Gent en werden de gebouwen in gebruik genomen door de Katholieke Industriële Hogeschool Oost-Vlaanderen, sinds 2014 hogeschool Odisee. De hogeschool huisvest nu in het gebouw van de spinnerij, gebouwd in Manchestertype in het midden van de 20e eeuw. Van de andere oorspronkelijke fabrieksgebouwen is weinig bewaard gebleven.